# Korreláció
A matematikában (a statisztikában) a korreláció jelzi két tetszőleges érték közötti lineáris kapcsolat nagyságát és irányát (avagy ezek egymáshoz való viszonyát). Az általános statisztikai használat során a korreláció jelzi azt, hogy két tetszőleges érték nem független egymástól. Az ilyen széles körű használat során számos együttható, érték jellemzi a korrelációt, alkalmazkodva az adatok fajtájához.
A korreláció csak a lineáris kapcsolatot jelzi. Például egy valószínűségi változó és négyzete korrelációja lehet nulla. Ha két véletlen mennyiség korrelációja nulla, akkor korrelálatlanok; ilyenkor a kapcsolatot, ha van, másként kell jellemezni, például feltételes valószínűségekkel. A normális eloszlású valószínűségi változókra jellemző, hogy ha korrelálatlanok, akkor függetlenek is. Így a korreláció jól alkalmazható normális eloszlásúnak tekinthető mérhető mennyiségek közötti kapcsolat erősségének mérésére.
Másfajta összefüggések kimutatására más eszközök kellenek. Használható például a kölcsönös információ:
{\displaystyle I(X;Y)=\sum _{y\in Y}\sum _{x\in X}p(x,y)\log {\left({\frac {p(x,y)}{p_{1}(x)\,p_{2}(y)}}\right)},\,\!}
vagy a feltételes valószínűségek. Az A eseménynek a B eseményre vonatkozó feltételes valószínűsége megadja az A esemény bekövetkezésének a valószínűségét, feltéve hogy a B esemény bekövetkezik.
Van olyan, a korrelációhoz hasonló eszköz, amivel bármilyen függvénykapcsolat kimutatható. [pontosabban?]

## Korrelációs együttható
A korrelációs együttható (r) előjele a kapcsolat irányát mutatja meg, a nagysága (0-1 közötti szám) pedig az együtt járás szorosságát, az összefüggés erejét mutatja.

### A korrelációs együttható jelölései
- Populációbeli (elméleti) korrelációs együttható jelölése:
  - ρ(ejtsd: ró), ρxy, ρ(x,y)
- Mintabeli (Pearson-féle) korrelációs együttható jelölése:
  - r, rxy, r(x,y)

### A korrelációs együttható jellemzői[1]
- -1 ≤ r ≤ +1; -1 ≤ ρ ≤ +1
- Ha X és Y független, akkor r(X,Y) = 0
- Ha r(X,Y) = 0, vagyis ha X és Y korrelálatlan, akkor nem feltétlenül függetlenek, de biztos, hogy nincs köztük lineáris típusú összefüggés.

## Korreláció számítása
A korreláció a következő képlettel számítható:
{\displaystyle \mathrm {corr} {(X,Y)}={\frac {\mathrm {cov} (X,Y)}{\mathbb {D} (X)\cdot \mathbb {D} (Y)}}={\frac {\mathbb {E} \left[(X-\mathbb {E} (X))(Y-\mathbb {E} (Y))\right]}{\mathbb {D} (X)\cdot \mathbb {D} (Y)}}={\frac {\mathbb {E} (XY)-\mathbb {E} (X)\cdot \mathbb {E} (Y)}{\mathbb {D} (X)\cdot \mathbb {D} (Y)}},}
ahol {\displaystyle \mathbb {E} } a várható értéket, {\displaystyle \mathbb {D} } a szórást jelöli.
A statisztikában nem állnak rendelkezésre az elméleti értékek, így a tapasztalati korrelációt a következőképpen számítják:
{\displaystyle r_{X,Y}={\frac {\displaystyle \sum _{i=1}^{n}(X_{i}-{\bar {X}})(Y_{i}-{\bar {Y}})}{(n-1)s_{X}s_{Y}}},}
ahol {\displaystyle {\bar {X}}} és {\displaystyle {\bar {Y}}} rendre {\displaystyle X} és {\displaystyle Y} tapasztalati átlagát, valamint {\displaystyle s_{X}} és {\displaystyle s_{Y}} a tapasztalati korrigált szórást jelölik.
Korrelációt számíthatunk statisztikai programok segítségével is. A statisztikai elemzések/analyze menüpontban találhatjuk meg. A programok közölnek leíró statisztikát, megadják az r korrelációs együttható értékét, és a szignifikanciaszintet (p/sig jelöléssel), esetleg a konfidenciaintervallumot is.

## Szignifikancia számítása
A korrelációs együttható szignifikanciájának vizsgálatához a H0: ρ = 0 hipotézist fogalmazzuk meg. Döntésünk alapja egy n elemű mintában kiszámított korrelációs együttható (r).
A H0 elutasíthatósága függ az r együttható nagyságától és az f szabadságfok nagyságától (f = n-2).
A szignifikancia kiszámításához t eloszlású statisztikát használunk. Ennek képlete:
{\displaystyle t=r\cdot {\sqrt {\frac {n-2}{1-r^{2}}}}}
Az egyenlet eredményének és a t eloszlású változó eloszlásának statisztikai táblája segítségével határozhatjuk meg, hogy eredményünk szignifikáns-e, és ha igen, akkor milyen mértékben.
Ha |t| > ttable, elvetjük H0-t és azt mondjuk, hogy a populáció korrelációs együtthatója különbözik 0-tól. Tehát, ha a kapott eredményünk abszolút értéke nagyobb, mint a táblázatban az adott szabadságfokhoz és szignifikanciaszinthez (ez általában 0,95) tartozó szám, akkor 95%-os bizonyossággal elutasíthatjuk a nullhipotézist.

## Korrelációmátrix
Az {\displaystyle \mathbf {X} =(X_{1},X_{2},\ldots ,X_{n})} valószínűségi vektorváltozó korrelációmátrixa 
n valószínűségi változó (X1, ..., Xn), korrelációja egy n  ×  n-es mátrix, amiben az i,j-edik elem corr(Xi, Xj).
A korrelációmátrix szimmetrikus, mert Xi és Xj korrelációja megegyezik Xj és Xi korrelációjával. A valószínűségi változók normalizáltjainak kovarianciamátrixa megegyezik az adott valószínűségi mátrix kovarianciamátrixával, ezért pozitív definit.

## Parciális korreláció
A parciális korreláció n > 2 valószínűségi változó esetén azt méri, hogy két valószínűségi változó milyen kapcsolatban áll egymással a többi változótól eltekintve.

## Érzékenység
A korreláció nem függ az adatok nagyságától, de érzékeny a mintavételezésre. Egy szűkebb mintából számított korreláció rendszerint kisebb, mint a bővebb mintából számolt. Például, ha az apák és fiaik magasságának korrelációját számítjuk, akkor a teljes mintán erősebb összefüggést észlelünk, mintha csak azokon az adatokkal dolgoznánk, amik szerint az apák magassága 165 cm és 170 cm közé esik.

Négy adathalmaz ugyanazzal a korrelációval (0,816)

A korreláció érzékeny a kivételes adatokra (outlierek). Egy kivételes adat nagyon lecsökkentheti, vagy megnövelheti. Francis Anscombe példájában a négy y változónak ugyanaz a várható értéke (7,5), szórása (4,12), korrelációja (0,816), és a regressziós egyenese (y = 4 + 0,5x), a tapasztalati eloszlások mégis különböző képet adnak. A harmadik képen egy kivételes adat lecsökkenti az 1 korrelációt 0,816-re; a negyediken a független adatok 0 korrelációját ugyanennyire növeli. A korreláció nem veszi észre a második képen látható nemlineáris összefüggést sem.

## Példák
- Az intelligencia és a kreativitás normális eloszlásúnak tekinthető. A különféle mérések szerint korrelációs együtthatójuk 0,19-0,39 közé esik. Ez a korreláció gyengének számít. Ezért mondják, hogy az intelligencia és a kreativitás között nincs kapcsolat.
- Legyen az A tulajdonság előfordulásának valószínűsége {\displaystyle 6\cdot 10^{-3}}, a B tulajdonságé {\displaystyle 8\cdot 10^{-3}}, a két tulajdonság együttes előfordulásának valószínűsége {\displaystyle 7{,}5\cdot 10^{-4}}. Ekkor A és B korrelációja 0,01483, gyakorlatilag nem létezik, bár mindkét feltételes valószínűség jóval nagyobb a nem feltételesnél: P(A|B) = 0,125 és P(B|A) = 0,09375, tehát a két tulajdonság nem független.

## Alkalmazások
Az idősorok elemzésében és a jelfeldolgozásban gyakran alkalmazzák a korrelációt az összehasonlításokban.
- Ha kiszámítjuk két adatsor értékkészletének korrelációját, akkor keresztkorrelációt kapunk.
- Ha egy adatsort és egy eltoltjának korrelációját számoljuk így ki, akkor autokorrelációról beszélünk.

A keresztkorreláció segít a két adatsor közötti összefüggés megtalálásában. Ha az egyik adatsort eltoljuk, akkor késleltetett hatások is felfedezhetők. Az autokorrelációval periódusok mutathatók ki az adatsorban.
A jelfeldolgozásban diszkrét adatsor helyett folytonos jelekkel is dolgoznak. Így adódik:
- a keresztkorreláció-függvény:

{\displaystyle R_{xy}(\tau )=\lim _{T_{F}\to \infty }{\frac {1}{T_{F}}}\int _{-{\frac {T_{F}}{2}}}^{\frac {T_{F}}{2}}x(t)\cdot y(t+\tau )\,\mathrm {d} t}
- az autokorreláció-függvény:

{\displaystyle R_{xx}(\tau )=\lim _{T_{F}\to \infty }{\frac {1}{T_{F}}}\int _{-{\frac {T_{F}}{2}}}^{\frac {T_{F}}{2}}x(t)\cdot x(t+\tau )\,\mathrm {d} t}

## Értelmezési hiba
A korrelációt sokszor félreértelmezik:
- Ha két mennyiség korrelál, akkor az egyik okozza a másikat.

Ez nem feltétlenül van így. Például, ha egy vidéken a gólyafészkek és a gyerekek száma korrelál, akkor az nem bizonyítja azt, hogy a gyereket a gólya hozza.

## Rangkorreláció
A rangkorrelációs együtthatók azt mérik, hogy két sorozat együtt változik-e. Ha az egyik sorozat nő, a másik csökken, akkor a rangkorrelációk negatívak lesznek.
Rangkorrelációt minimum ordinális változók között számíthatunk. Egyik fajtája a Spearman-féle rangkorreláció, ami egy Pearson-féle korreláció a rangszámok között. Egy másik lehetőség a Kendall-féle rangkorreláció, ami a pozitív és a negatív kapcsolatok arányának a különbségét számolja ki.
Számításuk:
Spearman-féle rangkorreláció:
{\displaystyle \rho =1-{\frac {6\sum d_{i}^{2}}{n(n^{2}-1)}}.}
Kendall-féle korreláció:
{\displaystyle \tau ={\frac {n_{c}-n_{d}}{{\frac {1}{2}}{n(n-1)}}}}
ahol {\displaystyle n_{c}} a megfelelő, és {\displaystyle n_{d}} az eltérő párok száma.
A korrelációhoz hasonlóan értékeik a {\displaystyle [-1,1]} intervallumba esnek. Értékük 1, ha a két rangsor ugyanaz; 0, ha a két rangsor egymástól független, és -1, ha egymás megfordításai.
A rangkorrelációkat sokszor a korrelációs együttható könnyen számítható és kevésbé eloszlásérzékeny alternatíváiként kezelik. Ennek azonban nincs sok matematikai alapja: a rangkorrelációkkal más összefüggéseket lehet kimutatni, mint a korrelációs együtthatóval.

### Példák rangkorrelációra
A rangkorrelációk nem ugyanazt mutatják ki, mint a korreláció:
Tekintsük a (0, 1), (100, 10), (101, 500), (102, 2000) számpárok sorozatát! A rangkorrelációk teljes egyezést látnak, mert mindkét sorozat nő, míg a korreláció 0,456, ami azt mutatja, hogy a számpárok távol esnek a regressziós egyenestől.
Bár a szélsőséges esetekben megegyeznek, a rangkorrelációk nem mindig adják ugyanazt. A (1, 1) (2, 3) (3, 2) sorozat Spearman-korrelációja 1/2, míg Kendall-korrelációja 1/3.

## Kulturális korreláció
A kultúra egyes elemei között kölcsönös összefüggés, viszony van, ezt nevezik kulturális korrelációnak.